# Aero Spacelines Mini Guppy
Dimensions
L'Aero Spacelines Mini Guppy est un avion cargo civil destiné au transport de fret hors-gabarit. Deux exemplaires seulement furent construits, qui présentent des différences sensibles.

## Développement
Aero Spacelines fut racheté en 1967 par Unexcelled Corporation, qui espérait exploiter commercialement une flotte de 6 Guppy pour des transports hors-gabarit. Aero Spacelines réalisa donc à cet effet une version intermédiaire entre les B-377PG Pregnant Guppy et B-377SG Super Guppy utilisés par la NASA. Cet appareil devant obtenir une certification FAA, il était hors de question de « bricoler » un fuselage par-dessus le fuselage du Stratocruiser et un nouveau fuselage fut donc dessiné, avec un plancher de 3,96 m de large et une soute offrant un diamètre utile de 5,48 m constant sur 22,25 m pour une longueur utile de 27,9 m.

## Les deux appareils

### B-377MG Mini Guppy
C’est encore un ancien Stratocruiser de Pan Am [N1037V c/n 15937] qui servit de base. On en conserva la voilure, moteurs et train d’atterrissage compris, la partie inférieure du fuselage, le poste de pilotage et l’empennage. Le fuselage fut cependant allongé de 5 m en arrière de l’aile et 1,78 m en avant de l’aile par prélèvement de tronçons sur deux autres Stratocruiser (c/n 15967 et 15947). Le stabilisateur fut allongé de 2 m en envergure et une nouvelle section centrale de voilure fut réalisée, accroissant l’envergure de 4,57 m et la surface alaire de 20 %. L’appareil devant être chargé par l’arrière, la partie arrière était fixée au fuselage par deux charnières à droite et 17 verrous hydrauliques permettaient la fixation de la pointe arrière sur le fuselage, soutenu durant les opérations au sol par un diabolo monté sur une jambe à relevage hydraulique. Une béquille était également fixée sous la partie arrière du fuselage pour éviter son basculement durant les opérations de chargement-déchargement.
Le B-377MG Mini Guppy effectua son premier vol le 24 mai 1967. Baptisé Spirit of Santa Barbara, il décolla deux jours plus tard pour Philadelphie, y embarqua du matériel d’exposition destiné au Salon du Bourget et gagna Paris. Il fut une des grandes vedettes du Salon de 1967, effectuant également un déplacement à Toulouse afin de montrer à Sud-Aviation et BAC les possibilités d’un tel appareil pour assurer le transport d’éléments de Concorde entre Toulouse et Filton. Le volume utile de la soute n’était pas suffisant pour les industriels européens, mais cette présentation n’est probablement pas étrangère au choix que fit Airbus quelques années plus tard en achetant 4 Super Guppy.
Malgré quelques transports très remarqués et largement médiatisés, comme celui de bateaux, Aero Spacelines ne rentabilisa jamais son exploitation. Le Mini Guppy fut vendu en 1974 à American Jet Industries et revendu en 1980 à Aero Union. Ré-immatriculé [N422AU], il fut finalement acheté en 1988 par Erickson Sky Crane, entreprise de l’Oregon, et utilisé pour le transport de charges lourdes ou hélicoptères tant qu’il fut possible de se procurer des pièces de rechange. Il a finalement été cédé au Tillamook Naval Air Station Museum en 1995, et y est toujours.
Cet appareil a donc fait une carrière plus discrète que les autres Guppy d'Aero Spacelines, mais c’est aussi une vedette de cinéma. Il apparaît au début du film Universal Soldier (avec Jean-Claude Van Damme et Dolph Lundgren) sorti en 1992.

### B-377MGT Mini Guppy Turbine
Avec ce second appareil Aero Spacelines préparait la sortie du Super Guppy Turbine. Le fuselage de cet appareil était certes similaire en dimensions à celui du B-377MG, même si la soute avait un diamètre utile de 6 m au lieu de 5,50 m, avec une longueur hors tout utile de 31,4 m. Mais les moteurs Pratt & Whitney étaient remplacés pour la première fois par des turbines à hélice Allison 501-D22C de 4 680 ch. Ce turbopropulseur, utilisé sur les Lockheed Electra et P-3 Orion (qui fournissaient également la partie supérieure des capots-moteur), était disponible en grande quantité et permettait de porter la charge utile à 28 575 kg. Le 377MGT n’était pas le plus gros des Guppy mais celui ayant la charge utile la plus grande. Autre différence, le chargement ne s’effectuait pas par l’arrière, mais par l’avant, la pointe avant pivotant à 110° comme sur le Super Guppy.
Construit à partir de cellules de C-97, l’unique B-377MGT [N111AS] effectua son premier vol le 13 mars 1970. Rebaptisé Guppy 101 dans la documentation commerciale d'Aero Spacelines, il fut détruit sur accident le 12 mai 1970 à Edwards AFB, tuant les 4 membres de l’équipage d’essais. Cet accident est survenu durant un décollage sur 3 moteurs pendant les essais de certification à la norme FAR Part 25. Un accident qui eut des conséquences néfastes sur les tentatives de commercialisation du Mini Guppy.